# Вятська сільська рада (Каракулінський район)
Вя́тська сільська́ ра́да — колишня адміністративна одиниця у складі Каракулінського району Удмуртії. Адміністративний центр — село Вятське.
Сільрада була утворена 1924 року шляхом перетворення волостей. Постановою ВЦВК від 1 січня 1932 року, при ліквідації Каракулінського району, сільрада була передана до складу Сарапульського району Уральської області. Постановою ВЦВК від 7 грудня 1934 року у складі Сарапульського району Свердловської області сільрада була передана до складу Кіровської області. 1935 року Каракулінський район був відновлений і сільрада увійшла до його складу. 1937 року постановою ВЦВК від 22 жовтня сільрада у складі району була включена до складу Удмуртської АРСР. Тоді сільрада включала в себе село Вятське та присілок Обухи. Постановою президії ВР Удмуртської АРСР від 11 серпня 1953 року та указом президії ВР РРФСР від 16 червня 1954 року до складу сільради була приєднана Ломовинська сільська рада. Станом на 1955 рік сільрада включала в себе такі поселення: село Вятське, присілки Буториха, Ганькіно, Колесово, Красне Поле, Локтево, Ломове, Обухи, Порозово. Указом президії ВР Удмуртської АРСР від 4 листопада 1955 року виключений з обліку присілок Красне Поле. 1963 року ліквідовується Каракулінський район згідно з указами президії ВР РРФСР від 1 лютого 1962 року та президії ВР Удмуртської АРСР від 5 березня 1963 року, сільрада переходить до складу Сарапульського району. Згідно з указом президії ВР Удмуртської АРСР від 31 травня 1963 року до складу сільради була включена Трошківська сільська рада. Указом президії ВР Удмуртської АРСР від 16 листопада 1965 року сільрада повертається до відновленого Каракулінського району. Станом на 1971 рік до складу сільради входили такі поселення: село Вятське, присілки Боярка, Ветлянка, Костоватово, Кухтіно, Ломове, Обухи, Порозово, Тауни. Станом на 1989 рік до складу сільради входили такі поселення: село Вятське, присілки Боярка та Кухтіно. 1 квітня 1993 року зі складу сільради була виділена Боярська сільська рада. 2005 року шляхом адміністративної реформи сільрада була перетворена у Вятське сільське поселення.